# Jindřich Chalupecký-díj
A Jindřich Chalupecký-díj olyan kiemelkedő elismerés, amelyet minden évben egy fiatal képzőművész nyer el.
A jelölteknek még 35 évet be nem töltött cseh állampolgároknak kell lenniük. A díj 1990-ben Václav Havel, Jiří Kolář és a képzőművész Theodor Pištěk kezdeményezésére jött lére.
A díjat független bizottság osztja ki, amelyet a cseh filozófus és képzőművészeti kritikus Jindřich Chalupecký után neveztek el. A győztes 50 ezer cseh korona jutalomban részesül és további 100 ezer cseh koronát kap azzal a céllal, hogy egy kiállítást vagy katalógust hozzon létre, továbbá egy hat hetes ösztöndíjban részesül New Yorkban. 2000-ig a díj kiosztásában a Prágai Nemzeti Galéria is közreműködött, azonban az akkor díjazott David Černý és az igazgató Milan Knížák közti konfliktus után a díjkiosztó bizottság Brnóba költözött.
Az eredményhirdetést a Reflex folyóiratban teszik közzé. Ebben közlik, hogy ki lett a közönségdíjazott, akire a folyóirat weboldalán lehet szavazni. A közönségdíjazott 30 ezer cseh korona díjban részesül, a folyóirat a döntősök munkáinak eladására aukciót szervez.

## A győztesek
- 1990 - Vladimír Kokolia
- 1991 - František Skála
- 1992 - Michal Nesázal
- 1993 - Martin Mainer
- 1994 - Michal Gabriel
- 1995 - Petr Nikl
- 1996 - Kateřina Vincourová
- 1997 - Jiří Příhoda
- 1998 - Jiří Černický
- 1999 - Lukáš Rittstein
- 2000 - David Černý
- 2001 - Tomáš Vaněk
- 2002 - Markéta Othová
- 2003 - Michal Pěchouček
- 2004 - Ján Mančuška
- 2005 - Kateřina Šedá
- 2006 - Barbora Klímová
- 2007 - Eva Koťátková
- 2008 - Radim Labuda

## Külső hivatkozások
- A Jindřich Chalupecký Társaság hivatalos oldala
- Jindřich Chalupecký-díj Archiválva 2008. május 12-i dátummal a Wayback Machine-ben